# Vampire (téléfilm, 1979)
Pour les articles homonymes, voir Vampire (homonymie).
Pour plus de détails, voir Fiche technique et Distribution.
Vampire (Vampire) est un téléfilm américain réalisé par E. W. Swackhamer diffusé le 7 octobre 1979 à la télévision sur ABC.
En France, il a été diffusé dans les années 1980.

## Synopsis
San Francisco, 1979. Sur le lieu de construction d'une église, Anton Voytek, un vampire âgé de plusieurs siècles se réveille et sème les cadavres autour de lui. Parmi ses premières victimes, la belle Leslie Rawlins, la femme de l'architecte John Rawlins. Ce dernier voulant la venger en tuant Voytek se rend chez lui et découvre qu'il est un vampire. Ce dernier décide de le faire taire mais l'intervention de Harry Kilcoyne fait tout capoter. Les deux hommes décident de s'unir pour tuer le monstre...

## Fiche technique
Les informations sont issues du site Internet Movie Database
- Titre original : Vampire
- Titre français : Vampire
- Réalisation : E. W. Swackhamer
- Scénario : Steven Bochco et Michael Kozoll
- Direction artistique : James Hulsey
- Montage : Christopher Nelson
- Directeur de la photographie : Dennis Dalzell
- Distribution : Jacklynn Briskey
- Musique : Fred Karlin
- Création des costumes : Betty Griffin et Robert M. Moore
- Effets spéciaux de maquillage : Bob Mills
- Effets spéciaux : Wayne Beauchamp
- Producteur : Gregory Hoblit
- Producteur exécutif : Steven Bochco
- Producteur associé : David Anspaugh
- Compagnies de production : Company Four - MTM Enterprises
- Compagnie de distribution : ABC
- Pays d'origine : États-Unis
- Format : Couleurs - 35 mm - Son mono - 1.33 Plein écran
- Genre : Fantastique
- Durée : 100 minutes
- Date de sortie :  États-Unis : 7 octobre 1979 (télévision)

## Distribution
- Jason Miller : John Rawlins
- Richard Lynch : Anton Voytek
- E. G. Marshall : Harry Kilcoyne
- Kathryn Harrold : Leslie Rawlins
- Barrie Youngfellow : Andrea Parker
- Michael Tucker : Christopher Bell
- Jonelle Allen : Brandy
- Jessica Walter : Nicole DeCamp
- Adam Starr : Tommy Parker
- Wendy Cutler : iris
- Scott Paulin : père Hanley
- David Hooks : l'homme de pompes funèbres
- Brendan Dillon : père Devlin
- Joe Spinell : capitaine Desher
- Byron Webster : Selby
- Nicholas Gunn : le professeur de danse
- Herbie Braha : le criminel en cellule
- Tony Perez : le policier en uniforme
- Ray K. Goman : le détective
- Stu Klitsner : le médecin légiste
- Anthony Garibaldi : le patron du bar

## Production
Après avoir travaillé pour les studios Universal, le scénariste et producteur Steven Bochco signe avec la compagnie MTM afin de produire ses propres séries. Après un premier échec en 1979 avec le téléfilm Operating Room censer devenir le pilote d'une série hebdomadaire, il se lance dans une nouvelle aventure en 1979 et produit ce téléfilm pour la chaîne ABC. Là encore, l'audience n'est pas au rendez-vous et la fin ouverte ne donnera malheureusement pas de suite aux aventures de Rawlins et Kilcoyne. Le succès sera au rendez-vous pour Bocho deux ans plus tard et MTM connaîtra une vraie consécration avec Capitaine Furillo.